# HRD (motorfiets)
HRD is een Brits historisch merk van motorfietsen.
De bedrijfsnaam was "HRD Motors Ltd., Wolverhampton".

## Howard R. Davies
Het bedrijf werd in 1924 opgericht door Howard R. Davies, die zijn initialen als merknaam gebruikte. Davies was een voormalig motorcoureur, maar had geleerd motorfietsen te bouwen toen hij als leerling bij het merk AJS van de gebroeders Stevens in Wolverhampton had gewerkt. Tussen 1914 en 1923 had hij voor AJS, Sunbeam en OEC aan races en betrouwbaarheidsritten deelgenomen, en door belangrijke overwinning naam gemaakt als coureur. Vaak viel hij echter uit door technische problemen, en uiteindelijk besloot hij zelf betere motorfietsen te gaan produceren. Daarvoor zocht hij samenwerking met E.J. Massey, die zijn eigen merk Massey had. In mei 1924 had Massey de eerste tekeningen al klaar. Howard Davies kende veel mensen in de motorfietsindustrie en legde enkele van hen de tekeningen voor om hun mening te vragen. Toen zij positief reageerden besloot hij zijn eigen merk op te starten.

## HRD Motors Ltd.
In september 1924 werd de naam "H.R.D. Motors Limited" geregistreerd, met een beginkapitaal van 3.000 Pond. Howard Davies werd directeur, en er werd een gebouw gekocht aan Heath Street, Heath Town in Wolverhampton. Het gebouw, dat eerder als smidse had gediend, was in een slechte staat. Davies en Massey wilden nooit grote aantallen produceren, maar juist kwalitatief hoogstaande en degelijke motorfietsen voor kenners en liefhebbers. Omdat het beginnende bedrijfje onmogelijk de belangrijkste componenten zelf kon produceren, werden onderdelen van de beste toeleveranciers ingekocht; inbouwmotoren van JAP, versnellingsbakken van Burman, voorvorken van Druid en Webb, kettingen van Renolds en Coventry, carburateurs van Binks, magneten van M.L., oliepompen van Pilgrim en voor die tijd grote trommelremmen. 

## 1924
Het was belangrijk enkele modellen klaar te hebben voor de Olympia Show van 1924. Daardoor kon men meteen de nodige publiciteit genereren, want niet alleen het publiek maar ook dealers moesten voor het merk gewonnen worden. De eerste tekeningen datereerden van mei 1924, en hoewel de Olympia Show pas op 3 november plaatsvond, moest veel werk gestoken worden in het aankopen van componenten en het opstarten van de productie in het oude gebouw. Daarom trok Howard Davies een aantal bevriende constructeurs en monteurs aan, waaronder zijn oude vriend Albert Clark. Het lukte om voor de show vier modellen te assembleren: 
- De HD 90 was voorzien van een 500 cc JAP racemotor en had een gegarandeerde topsnelheid van 90 mijl per uur (145 km/h). Deze machine kostte 90 Guineas.
- De HD 80 had een 350 cc JAP kopklepmotor, haalde 80 mph (129 km/h) en kostte 80 Guineas
- De HD 70 had ook een 350 cc JAP kopklepper, haalde 70 mph (113 km/h) en kostte 70 Guineas
- De HD 70/S had een 500 cc JAP zijklepmotor met een aluminium zuiger en race-nokkenassen. Voor 66 Guineas kon deze machine gekocht worden, maar hij was eigenlijk bedoeld als zijspantrekker. De zijspancombinatie kostte 83 Guineas.

De letters "HD" stonden uiteraard voor "Howard Davies", en soms werd zelfs geadverteerd met de volledige naam, zoals "Model Howard Davies 60". Howard Davies had als coureur immers al een grote naam opgebouwd. Op advertenties stond ook bijna altijd de handtekening van Davies. 
Deze modellen waren de eerste waarbij een zadeltank werd toegepast. Dat betekende dat de dubbele bovenste framebuizen konden worden vervangen door een enkele buis, en dat ook het zwaartepunt lager lag dan bij modellen met een flattank. HRD paste daarom een compact loop frame toe en de berijder kreeg een lage zitpositie. Ook de bedieningsorganen waren beter bereikbaar. De motorfietsen hadden een grote bodemvrijheid, rechte achterframebuizen, een stevig balhoofd en een laag stuur. In het achterspatbord zat een scharnier om het achterwiel te kunnen verwijderen. 
De machines waren net vóór de show klaar, vooral omdat de toeleveranciers tijd nodig hadden om de onderdelen te produceren. Ze waren afgewerkt met zwarte lak en gouden biezen. Het is goed mogelijk dat Davies van deze kleuren gecharmeerd was door zijn voormalige werkgever Sunbeam, die dezelfde kleurstelling gebruikte. De motorfietsen werden goed ontvangen tijdens de Olympia Show, maar HRD had tijd nodig om de productielijnen op te zetten en machines aan te schaffen. Billy Price werd bij AJS weggehaald om de productie te organiseren, maar nog steeds was het moeilijk om onderdelen op tijd geleverd te krijgen, vooral de speciale raceblokken van JAP, die slechts in kleine aantallen geproduceerd werden en ook aan veel andere merken geleverd moesten worden. 

## 1925
E.J. Massey verliet het bedrijf in januari 1925. Zijn taak als ontwerper was volbracht en hij ging samenwerken met de F. J. Cooper Sidecar Company in Birmingham om de productie van de Massey motorfietsen weer op te starten. 1925 Was een goed jaar voor HRD. Vooral de wedstrijdmachines werden goed verkocht en presteerden ook goed. Bovendien verliepen de testen door motorbladen uitstekend en in mei 1925 waren er al ongeveer 60 machines gebouwd. Voor de TT van Man werden vijf motorfietsen geprepareerd: drie voor de Junior TT (350 cc) en twee voor de Senior TT (500 cc). Het waren productiemachines die slechts minimaal waren aangepast voor de races. Ze hadden grotere brandstoftanks, extra ophangpunten voor de motorblokken en grotere trommelremmen met koelribben. Howard R. Davies en Harry Harris startten beiden zowel in de Junior- als de Senior race. In de Junior TT werd Howard tweede achter W.L. Handley op Rex-Acme en Harry Harris werd vijfde. In de Senior TT won Howard, maar Harry viel uit met een gebroken ketting. Bij terugkomst van het team in Wolverhampton werd een groot feest gevierd. Het TT-succes zorgde voor veel extra publiciteit, waardoor een groot aantal orders binnenkwam. Het was snel duidelijk dat de oude smidse aan Heath Street ongeschikt was voor grotere productieaantallen. Men vond een fabriek van ruim 1100 vierkante meter in Fryer Street. Half oktober 1925 was de verhuizing voltooid. Het was een druk jaar, tijdens de verhuizing moesten ook de nieuwe modellen op tijd klaar zijn voor de Olympia Show van september, maar bovendien moest de productie opgevoerd worden. Door geldgebrek kon de capaciteit van de nieuwe fabriek nooit volledig benut worden. Vlak vóór de Olympia Show reed Bert le Vack met een HD 90 een wereldsnelheidsrecord en een Brits record op de vliegende mijl op Brooklands. Tijdens de show presenteerde HRD vijf modellen, die niet veel afweken van de modellen van 1924. De HD 70 was vervallen, maar de HD 70/S werd geleverd met de originele 500 cc motor, maar ook met een 600 cc blok en een grotere tank. De HD 80 bleef gelijk, de HD 90 was gewijzigd om hem zo veel mogelijk op de TT-machine te laten lijken, met voetbediende remmen en een trommelrem met koelribben in het achterwiel. Het topmodel was de HD Super 90, identiek aan de HD 90 maar met een nieuwe motor en een topsnelheid van ongeveer 100 mph (160 km/h). Bovendien had hij een snelheidsmeter van Smith en elektrisch licht van Lucas. In 1925 werden 267 motorfietsen verkocht, maar men maakte nog steeds geen winst. 

## 1926
In 1926 ontwikkelde men een dubbel wiegframe en de bladen "Motor Cycling" en "The Motor Cycle" waren er enthousiast over. Er werd geëxperimenteerd met een nieuw remsysteem, dat de productie niet haalde. In de Junior TT werden twee fabrieksrijders ingeschreven: Eddie en Kenneth Twenlow. T.R. Jones was privérijder, maar werd gesteund door de fabriek. In de Senior TT reden Howard Davies, de gebroeders Twenlow, Harry Harris en Clarry Wood als fabrieksrijder, naast de privérijders Ossie Wade, zijn zoon John Wade en Sidney Jackson. Al tijdens de trainingen bleken de HRD's veel te langzaam te zijn. De snelste tijd was 77,6 mph, terwijl de AJS van Frank Longman 84,9 mph haalde. Howard Davies ontsloeg zijn monteur Theo Hupperdine op staande voet toen die aanmerkingen maakte op de prestaties van de machines. In de Junior race vielen zowel Eddie Twenlow als T.R. Jones in de vierde ronde uit. Alleen Kenneth Twenlow haalde de finish, als elfde. In de Senior race viel Howard Davies. Hij kon weer opstappen, maar viel uiteindelijk uit met een defecte motor. Eddie Twenlow viel uit met een kapotte magneet en John Wade crashte in Bradden Bridge. Clarry Wood werd vijfde, Sidney Jackson achtste, Kenneth Twenlow negende, Harry Harris zestiende en Ossie Wad eenentwintigste. De race werd gewonnen door Stanley Woods met een Norton. Het was duidelijk dat HRD de snelle ontwikkelingen in die tijd niet had kunnen bijhouden. Voor de Olympia Show van 1926 moesten bovendien snel nieuwe modellen komen. Eigenlijk kwam er niet veel nieuws. De HD 90 werd vervangen door de HD 75, maar dat was feitelijk dezelfde motorfiets, maar nu voor een prijs van 75 Guineas. De HD 70/S bleef, maar kreeg ook een De Luxe versie, de HD 600 De Luxe met een 600 cc JAP-zijklepper, die 72 Guineas kostte. De HD Super 90 kreeg nu ook een 600 cc motor, naast de 500 cc versie. De HD 80 bleef, en er verschenen twee nieuwe 350 cc modellen, de HD 60 en de HD 65. Vooral met de HD 60 week HRD af van zijn oorspronkelijke doel. Het was een "spaarmodel", met een eenvoudige 350 cc zijklepmotor. De HD 65 kreeg een kopklepmotor. De prijzen en de snelheid waren weer gelijk: de HD 60 haalde 60 mph en kostte 60 Guineas, de HD 65 haalde 65 mph en kostte 65 Guineas. Voor 22 Guineas kon men ook een luxe toerzijspan kopen. In 1926 werden 337 motorfietsen verkocht. De verkoopaantallen namen dus toe, maar het bedrijf leed nog steeds verlies. 

## 1927
In 1927 werden tamelijk kleine aantallen geproduceerd, vooral op bestelling. Klanten moesten tijdig hun HRD bestellen. Er was altijd een wachtlijst, omdat de problemen met de beperkte productiemogelijkheden nooit werden opgelost. In 1927 haalde men weer goede resultaten in verschillende wedstrijden, waarschijnlijk voornamelijk in betrouwbaarheidsritten, waardoor de publiciteit goed was. In advertenties van HRD werden deze successen benadrukt, maar ook in de advertenties van de toeleveranciers. Rond Pasen ging men plannen maken voor de TT van Man, maar de algemene mijnstaking van 1926 en de recessie hadden een groot effect op de verkoopaantallen van de HRD machines, die in het duurdere marktsegment vielen. Howard Davies was zwaarder geworden en niet bepaald fit, waardoor het twijfelachtig werd of hij aan de TT kon deelnemen. Uiteindelijk schreef hij zich alleen in voor de Senior TT, samen met Clarry Wood en Freddie Dixon. In de Junior TT reden Freddie Dixon als fabrieksrijder en R.V. Crauford als privérijder. De trainingen verliepen voorspoedig, en in de Senior TT werden zelfs de eerste drie plaatsen voor HRD voorspeld. In de Junior TT viel R.V. Crauford in de vijfde ronde uit met remproblemen, maar Freddie Dixon won de race met een nieuwe recordsnelheid. In de Senior TT viel Clarry Wood al in de eerste ronde, maar hij kon weer opstappen. In de vierde ronde viel hij alsnog uit doordat zijn achterwiel bij de val beschadigd was. Howard's machine leed aan smeerproblemen en hij viel in de tweede ronde uit, maar Freddie Dixon reed de wedstrijd als zesde uit. Alec Bennett won met een Norton. Het team kreeg een warme ontvangst in Wolverhampton en op 21 juni werden twee bedrijven in het Victoria Hotel geëerd: HRD voor de overwinning in de Junior TT en Sunbeam voor het winnen van de teamprijs in de Senior TT. Er volgde een optocht met twee versierde vrachtauto's waarop motorfietsen van HRD, Sunbeam en AJS stonden, gevolgd door twee auto's met in de eerste Howard Davies en in de tweede Freddie Dixon. De optocht werd begeleid door de politiekapel en de bereden politie. Na de feestelijkheden moest er hard gewerkt worden om het bedrijf winstgevend te maken. Er werden zes machines geprepareerd voor de Olympia Show. De modellen waren niet veranderd, maar de prijzen werden verlaagd. De verkopen daalden echter nog. In 1927 werden slechts 214 machines verkocht en op elk exemplaar werd verlies gemaakt. Het verlies bedroeg in 1925 £ 440, in 1926 £ 1.223 en in 1927 £ 6.600. Er volgde een vrijwillige liquidatie. De laatste motorfietsen werden opgekocht door Harold Knock, die ze onder de merknaam "H&D" verkocht. In totaal waren er ongeveer 850 HRD motorfietsen geproduceerd.

## 1928: verkoop aan Phil Vincent
De naam "H&D" was geen verbastering van "HRD", maar de oude naam van de OK Supreme motorfietsen. Die heetten H&D (Humpries & Dawes), naar de oprichters van het merk. In januari 1928 werd HRD verkocht aan Ernest Humphries, inmiddels de enige eigenaar van OK Supreme, die het merk (de naam, de mallen, de gereedschappen en de tekeningen) al snel doorverkocht aan Phil Vincent voor £ 500. Vincent wilde een eigen motorfietsmerk beginnen en kon een goede naam wel gebruiken. De productie werd verplaatst van Wolverhampton naar Stevenage, en de naam van de nieuwe motorfietsen werd officieel "Vincent-HRD". Toch bleef tot 1949 de naam "HRD" op de tank staan, maar in kleine lettertjes erboven stond "The Vincent". 